# سیلویا گلیوا
سیلویا گلیوا (لهستانی: Sylwia Gliwa؛ زادهٔ ۷ ژوئن ۱۹۷۸) بازیگر اهل لهستان است.
از فیلم‌ها یا مجموعه‌های تلویزیونی که وی در آن‌ها نقش داشته‌است، می‌توان به دهن‌به‌دهن، عشق اول، پدر متیو، کارول: مردی که پاپ شد، در خیابان سپولنی، شوپن: میل به عاشقی، در خوشی و سختی و طایفه اشاره نمود.